# مالک بن فهم
مالک بن فهم (۱۲۰ - ۲۰۷ م): پادشاه اعراب در سرزمین الحیره و امارت او مصادف با دوران حکومت‌های فرقه‌های قبل از دولت ساسانی بود.